# Aleksej Jelisejev
Aleksej Stanislavovitsj Jelisejev (Russisch: Алексей Станиславович Елисеев) (Zjizdra, 13 juli 1934) is een Russisch voormalig ruimtevaarder.
Jelisejev studeerde als ingenieur aan de Hogere Technische School van Moskou af. Hij werd op 27 mei 1968 als kosmonaut geselecteerd. Jelisejev verbleef met de Sojoez 5 en Sojoez 8 (in 1969) en de Sojoez 10 (in 1971) in totaal 8 dagen 22 uur en 20 minuten in de ruimte. Hij werd daarna rector aan de Hogere Technische School. Hij wilde jongeren ertoe stimuleren moeilijk haalbare doelen na te streven, want "hoe moeilijker het is, des te spannender het zal zijn", en publiceerde in 1998 zijn autobiografie, waarvan in 2012 de Litouwse vertaling verscheen.